# Xã Baker, Quận Davison, South Dakota
Xã Baker (tiếng Anh: Baker Township) là một xã thuộc quận Davison, tiểu bang Nam Dakota, Hoa Kỳ. Năm 2010, dân số của xã này là 103 người.